# Schottische Badmintonmeisterschaft 2008
Die Schottische Badmintonmeisterschaft 2008 fand vom 1. bis zum 3. Februar 2008 in Perth statt.

## Austragungsort
- Perth, Bell’s Sports Centre

## Finalresultate
| Disziplin    | Sieger                       | Finalist                     | Ergebnis          |
| ------------ | ---------------------------- | ---------------------------- | ----------------- |
| Herreneinzel | Craig Goddard                | Gordon Thomson               | 21:19 21:11       |
| Dameneinzel  | Susan Hughes                 | Rita Yuan Gao                | 22:20 21:18       |
| Herrendoppel | Andrew Bowman David Gilmour  | Watson Briggs Thomas Bethell | 21:15 21:19       |
| Damendoppel  | Imogen Bankier Emma Mason    | Rita Yuan Gao Susan Hughes   | 21:14 21:16       |
| Mixed        | Watson Briggs Imogen Bankier | Andrew Bowman Rita Yuan Gao  | 14:21 21:14 22:20 |